# Paul Gallagher
Paul Gallagher, född 9 augusti 1984 i Glasgow, är en skotsk fotbollsspelare som sedan år 2015 spelar för den engelska klubben Preston North End i the Championship, där han spelar som anfallare och alternativt som yttermittfältare.
Proffskarriären inleddes i Blackburn 2002. 2005 var Gallagher utlånad till Stoke City där han gjorde 37 matcher och 11 mål. Han lånades sedan i tur och ordning ut till Preston, åter till Stoke City och Plymouth, innan han gick till Leicester City på permanent basis 2009. Under säsongen 2009-2010 användes Gallagher både som högermittfältare i en 4-4-3 formation och som anfallare.
Gallagher har även spelat i det skotska landslaget.